# يان كودس
يان كودس (بالتشيكية: Jan Kodeš)‏ مواليد 1 مارس 1946 في براغ، هو لاعب كرة مضرب تشيكي سابق بدأ مسيرته كمحترف سنة 1968 وكان يلعب باليد اليمنى، اعتزل اللعب في 1983. كما أنه أحد أبطال الجراند سلام. أعلى تصنيف له في الفردي كان المركز الـ 4 في سنة 1973.

## بطولات حققها
- دورة رولان غاروس الدولية
- بطولة ويمبلدون

## روابط خارجية
- يان كودس على موقع رابطة محترفي التنس (الإنجليزية)
- يان كودس على موقع الاتحاد الدولي لكرة المضرب (الإنجليزية)
- يان كودس على موقع كأس ديفيز (الإنجليزية)
- يان كودس على موقع قاعة مشاهير كرة المضرب الدولية (الإنجليزية)
- يان كودس على موقع خلاصة التنس.كوم (الإنجليزية)